# Gneo Calpurnio Pisone
Gneo Calpurnio Pisone (latino: Gnaeus Calpurnius Piso; ... – 20) è stato un militare e politico romano.

## Biografia
Figlio del console omonimo del 23 a.C., fu console nel 7 a.C. con Tiberio, il futuro imperatore. Da Augusto fu poi nominato proconsole in Spagna, dove si fece odiare dalla popolazione locale per la sua crudeltà e la sua avarizia. Successivamente fu proconsole in Africa.

### L'incarico in Siria
Nel 17 d.c fu nominato dall'imperatore Tiberio legato in Siria col compito, secondo gli storici, di controllare, nominandolo adiutor, il generale Germanico. Che si trattasse di una mossa politica interna, tesa a un bilanciamento in Oriente o addirittura di un controllo sull'operato di Germanico, i rapporti tra i due non furono mai buoni. Pisone era infatti un anziano senatore noto per l'asprezza del suo carattere.
I due vennero più volte a contrasto e nel 19 Pisone dovette lasciare la provincia. Alla morte di Germanico, avvenuta in quello stesso anno, molti sospettarono, anche se senza reali prove, che Pisone l'avesse avvelenato. Ciò costrinse Tiberio a ordinare delle investigazioni e a istruire un processo in Senato contro Pisone e la ricca e nobile moglie Plancina. Si uccise nel 20.